# Hannelore Heise

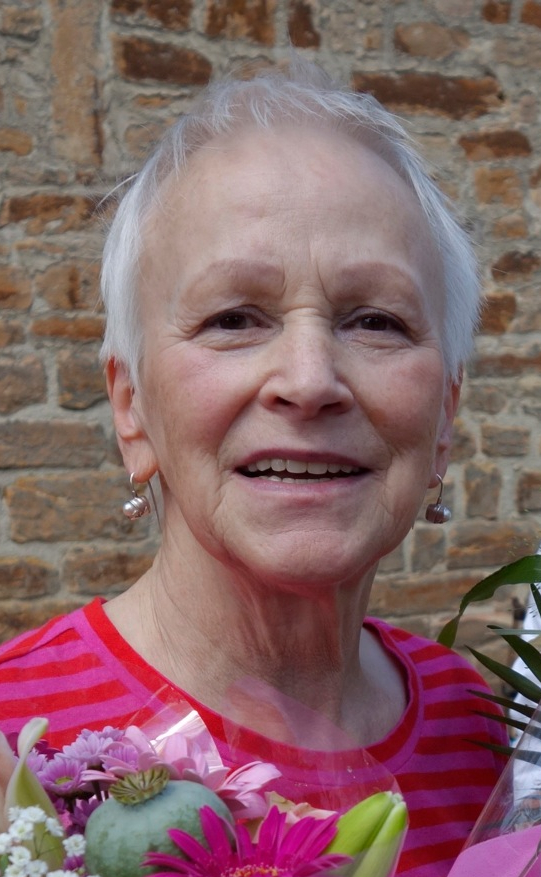
Hannelore Heise (2019)

Hannelore Heise (* 16. August 1941 in Widminnen, Ostpreußen; † 13. Juli 2021 in Halle/Saale) war eine deutsche Grafikerin und Schriftkünstlerin. Von 1980 bis 2006 war sie Dozentin für Schriftgestaltung an der Kunsthochschule Burg Giebichenstein in Halle/Saale.

## Leben
Geboren 1941 im ostpreußischen Widminnen, wuchs Hannelore Heise in der Nachkriegszeit in Bad Lauchstädt auf und besuchte dort die Volksschule. Sie besuchte bei Gerhard Stengel die Arbeiter- und Bauern-Fakultät an der Hochschule für Bildende Künste Dresden. Im Anschluss an ein Vorbereitungsjahr studierte sie ab 1961 an der Burg Giebichenstein Gebrauchsgrafik bei Walter Funkat. Nach dem Diplomabschluss im Jahr 1966 war Heise zunächst freiberuflich als Grafikdesignerin tätig; ab 1980 übernahm sie eine Dozentur an der Burg Giebichenstein, wo sie bis 2006 gemeinsam mit Günter Gnauck für die Grundlagenausbildung im Bereich Schrift verantwortlich war. Ab 2006 bis 2013 hielt Heise an der Burg einen Lehrauftrag für Schrift im Bereich Grundlagenausbildung und leitete Kalligrafie-Kurse.
Der ältere ihrer beiden Söhne, der Musiker und Komponist Frank Heise († 1995), war Gründungsmitglied und Leadgitarrist der deutschen Indie-Rockband Bobo in White Wooden Houses.

## Mitgliedschaften
- bis 1990 Verband Bildender Künstler der DDR
- Hallescher Kunstverein e. V. (für den kuratierte sie 2017 anlässlich des Reformationsjubiläums die Gruppenausstellung „Am Anfang war das Wort“)[4]
- Ars Scribendi Internationalen Gesellschaft zur Förderung der Literatur und Schriftkunst e. V.,[5]

## Werk
Zu den Arbeitsgebieten von Heise gehörten Grafikdesign, Schrift und Kalligrafie, Buchgestaltung sowie die Gestaltung von Briefmarken, Spielkarten, Urkunden und Schriftblättern.
Als freie Grafikerin übernahm sie ab den 1960er-Jahren vielfältige Gestaltungsaufträge, darunter Gebrauchsgrafiken, Logos und Illustrationen, aber auch architekturbezogene Schrift- und Fassadengestaltungen (z. B. ein 2012 entferntes Wandmosaik in der Leipziger Straße in Halle), Geschäftsausstattungen oder Leuchtwerbung. Mit Elisabeth Graul (* 1939), Liane Kotulla und Gerhard Voigt entwickelte sie Piktogramm-Systeme für die Stadt Halle. Bis kurz vor ihrem Tod war sie u. a. für die Gestaltung des Goldenen Buches der Stadt Halle sowie die Ausfertigung von Urkunden der Leopoldina und des Halleschen Kunstpreises verantwortlich.
Nach der deutschen Wiedervereinigung widmete sie sich im Besonderen der Schriftkunst und besuchte Meisterkurse bei Kalligrafen in verschiedenen europäischen Ländern. 2011 erhielt Heise ein Stipendium der Kunststiftung Sachsen-Anhalt für einen mehrwöchigen Aufenthalt in Istanbul, wo sie sich mit arabischer Kalligrafie beschäftigte.
Neben dem Schriftdesign, der Kalligrafie und Gestaltungslehre war ein weiterer Bereich für das Werk von Hannelore Heise prägend: die Gestaltung von Spielkarten und Briefmarken. Ihre Diplomarbeit, die Spielkarten-Serie „Essay“ (1966), war die erste von insgesamt sieben Kartenreihen, die sie für den VEB Altenburger Spielkartenfabrik gestaltete.
In den 1970er-Jahren übernahm Heise erste Gestaltungsaufträge für Briefmarken der Deutschen Post der DDR. Diesen Schwerpunkt setzte sie nach der Wende fort und erstellte im Auftrag der Deutschen Bundespost diverse Briefmarkenreihen und Sondermarken. Dazu zählen beispielsweise Marken zum Thema „Natur- und Umweltschutz“ (1991) und Wohlfahrtsmarken zum Thema „Deutsche Trachten“ (1993, 1994). Ihre Sondermarke „Gartenreich Dessau-Wörlitz“ der Reihe „Weltkulturerbe der UNESCO“ (2002) wurde 2002 zur „Schönsten Briefmarke Deutschlands“ gewählt und erhielt 2003 die Auszeichnung als „Schönste Briefmarke Europas“.

## Ausstellungen (unvollständig)

### Einzelausstellungen
- 2011: Halle, Opernhaus[10]

#### Postum
- 2022: Halle, Stadtarchiv

### Ausstellungsbeteiligungen
- 1972 bis 1988: Dresden, VII. bis X. Kunstausstellung der DDR
- 1974 und 1979: Halle, Bezirkskunstausstellungen

- 1984: Halle, Staatlichen Galerie Moritzburg („Walter Funkat und Schüler“)
- 2017: Halle, Opernhaus („Am Anfang war das Wort …“)
- 2018: Halle, Stadtmuseum („Masse und Klasse. Hallesche Gebrauchsgrafik im DDR-Kontext“)